# Agró de Sumatra
L'agró de Sumatra (Ardea sumatrana) és una espècie d'ocell de la família dels ardèids (Ardeidae) que habita manglars, pantans, estuaries i platges a les terres baixes del sud de Myanmar, Tailàndia, sud del Vietnam, Malaia, illes de la Sonda, localment a les Filipines, Nova Guinea, Biak i Yapen i nord d'Austràlia.